# Josef Köberle
Josef Köberle (* 20. September 1900 in Ummendorf, Ortsteil Häusern; † 14. Juni 1978 in Biberach an der Riß) war ein deutscher Politiker (Zentrum, CDU).

## Leben und Beruf
Köberle wuchs als Einzelkind auf, sein Vater war als Landwirt tätig. Er besuchte die Volksschule in Ummendorf und das Gymnasium der Territorialabtei Wettingen-Mehrerau in Bregenz, letzteres beendete er mit der Mittleren Reife. Später besuchte er die Handelsschule in Kirchheim und die Landwirtschaftsschule in Ravensburg. 1925 übernahm er den Hof seiner Eltern, im selben Jahr übernahm er den Vorsitz im Aufsichtsrat der Genossenschaftsbank Ummendorf. 1930 unterstützte und begleitete er den Modellversuch einer landwirtschaftlichen Genossenschaft in Häusern unter Leitung von Adolf Münzinger von der Landwirtschaftlichen Hochschule Hohenheim.
In der NS-Zeit wurde Köberle zweimal durch die Gestapo in sogenannte „vorübergehende Schutzhaft“ genommen, das erste Mal 1933 in Stuttgart, das zweite Mal am 23. August 1944 im Rahmen der „Aktion Gewitter“. Seine Haft verbrachte er im Landratsgefängnis Biberach. Am 13. September 1944 wurde er dort entlassen, unter der schriftlichen Verpflichtung, sein politisches Engagement nicht wieder aufzunehmen.
1946 beteiligte er sich an der Gründung des Milchwerks Ummendorf, deren Vorstandsvorsitzender er war. Später wurde dieses mit den Milchwerken Schwaben eG in Ulm fusioniert, diese ernannten ihn zum Ehrenvorsitzenden. 1967 wurde er zum Vorsitzenden des Aufsichtsrats der Stuttgarter Interfleisch AG berufen.
Köberle war seit 1940 mit Hildegard, geborene Moll, verheiratet. Aus der Ehe gingen zwei Töchter und ein Sohn hervor, letzterer war später ebenfalls als Landwirt tätig. Er wurde in Ummendorf beigesetzt.

## Politik
Um 1922 herum trat Köberle in den Windthorstbund ein, über diesen Weg kam er in die Zentrumspartei. 1928 kandidierte er zunächst erfolglos für den württembergischen Landtag, jedoch rückte er am 16. April 1929 für den verstorbenen Max Schermann nach. Dem Landtag gehörte er bis zu seiner Auflösung 1933 an.
1946 beteiligte sich Köberle an der Gründung der CDU im Landkreis Biberach.

## Ehrungen
- 1970: Verdienstkreuz des Verdienstordens der Bundesrepublik Deutschland
- 1976: Ehrensenator der Universität Hohenheim